# Теофіло Гутьєррес
Теофіло Гутьєррес (ісп. Teófilo Gutiérrez, нар. 27 травня 1985, Барранкілья) — колумбійський футболіст, нападник клубу «Атлетіко Хуніор» та національної збірної Колумбії.

## Клубна кар'єра
Народився 17 травня 1985 року в місті Барранкілья. Вихованець футбольної школи клубу «Атлетіко Хуніор».
У дорослому футболі дебютував 2006 року виступами на умовах оренди за команду клубу «Барранкілья», в якій провів один сезон, взявши участь у 28 матчах чемпіонату. 
Своєю грою за цю команду привернув увагу представників тренерського штабу головної команди «Атлетіко Хуніор», до складу якої приєднався 2007 року. Відіграв за команду з Барранкільї наступні три сезони своєї ігрової кар'єри. Більшість часу, проведеного у складі «Атлетіко Хуніора», був основним гравцем атакувальної ланки команди. У складі «Атлетіко Хуніора» був одним з головних бомбардирів команди, маючи середню результативність на рівні 0,54 голу за гру першості.
2010 року уклав контракт з турецьким «Трабзонспором», у складі якого провів наступний рік своєї кар'єри гравця. Граючи у складі «Трабзонспора» також здебільшого виходив на поле в основному складі команди. В новому клубі був серед найкращих голеадорів, відзначаючись забитим голом в середньому щонайменше у кожній третій грі чемпіонату.
З 2011 року захищав кольори команди аргентинського «Расинга» (Авельянеда). Тренерським штабом нового клубу також розглядався як гравець «основи». І в цій команді продовжував регулярно забивати, в середньому 0,52 рази за кожен матч чемпіонату.
Згодом у 2012 році грав у складі команд клубів «Ланус» та «Атлетіко Хуніор».
З 2012 року один сезон захищав кольори команди мексиканського клубу «Крус Асуль».
До складу клубу «Рівер Плейт» приєднався 2013 року. Відтоді встиг відіграти за команду з Буенос-Айреса 25 матчів в національному чемпіонаті.

## Виступи за збірну
2009 року дебютував в офіційних матчах у складі національної збірної Колумбії. Наразі провів у формі головної команди країни 51 матч, забивши 15 голів.
У складі збірної був учасником розіграшу Кубка Америки 2011 року в Аргентині.

## Титули і досягнення
- Володар Кубка Туреччини (1):

«Трабзонспор»: 2009-10
- Володар Суперкубка Туреччини (1):

«Трабзонспор»: 2010
- Володар Кубка Мексики (1):

«Крус Асуль»: 2012-13
- Чемпіон Аргентини (1):

«Рівер Плейт»: 2013-14
- Володар Суперкубка Аргентини (1):

«Рівер Плейт»: 2014
- Переможець Південноамериканського кубка (1):

«Рівер Плейт»: 2014
- Переможець Рекопи Південної Америки (1):

«Рівер Плейт»: 2015
- Володар Суперкубка Португалії (1):

«Спортінг» (Лісабон): 2015
- Володар Кубка Колумбії (1):

«Хуніор де Барранкілья»: 2017
- Чемпіон Колумбії (3):

«Хуніор де Барранкілья»: 2018, 2019А
«Депортіво Калі»: 2021Ф
- Переможець Суперліги Колумбії (2):

«Хуніор де Барранкілья»: 2019, 2020